# Gérard Frémy
Pour les articles homonymes, voir Frémy.
Gérard Fernand Marcel Marc Frémy (12 mars 1935 à Bois-Colombes - 19 janvier 2014 à Haguenau) est un pianiste et compositeur français.

## Biographie
Élève d'Yves Nat au Conservatoire de Paris, il finit ses études en remportant le 1er prix à 16 ans. 
Il est désigné par Marcel Dupré et l’Association française d’action artistique (CulturesFrance) comme boursier du gouvernement soviétique. Durant 3 ans, il étudie au Conservatoire Tchaïkovski de Moscou avec Heinrich Neuhaus et côtoie alors Sviatoslav Richter, Emil Guilels, et bin d'autres. Quarante concerts en URSS et des enregistrements pour la radio d’État ponctueront son séjour en Russie. Il se produit ensuite avec un égal succès dans la plupart des pays d’Europe, aux États-Unis et au Japon, et participe aux plus grands festivals. 
Soliste des ensembles Ars Nova, Ensemble 2e2m, Musique Vivante, il a joué avec le groupe de Karlheinz Stockhausen à Osaka (1970) pendant 6 mois, lors de l'exposition Exposition universelle de 1970. 
Gérard Frémy n’est pas seulement l’interprète français le plus proche de l’univers de John Cage, il est considéré comme l’un des dépositaires de l’héritage du compositeur. Il est connu, notamment, pour son interprétation des Sonates et interludes pour piano préparé et de Music of Changes. Après la mort de Maro Ajemian en 1978, dédicataire de Sonatas and Interludes (qu'elle a enregistré en 1948), Cage dit à Frémy : « Gérard, il y a eu Maro Ajemian, maintenant il y a vous. »
Familier de la création contemporaine, il a créé et donné les premières auditions des plus importants compositeurs et compostrices de notre temps. Parmi les créations qu’il a effectuées: Und so weiter (1965), Si le piano était un corps de femme (1966) et Société II (1967) de Luc Ferrari; Pôle pour deux de Stockhausen (1970); et les 24 Préludes pour piano de Maurice Ohana (1973). La compositrice Michèle Bokanowski lui a dédié Pour un pianiste (1973-1974). 
Depuis le milieu des années 1960 et tout au long des années 1970, Frémy fut un membre actif du Groupe d'Etude et Réalisation Musicales (GERM), fondé par Pierre Mariétan à Paris en 1966, aux côtés de Jean-Yves Bosseur, Philippe Drogoz, Antony Marchutz, Louis Roquin, Philippe Torrens et Bernadette Val. C'est dans le cadre des activités du GERM qu'il a enregistré Keyboard Study 2 de Terry Riley, publié en 1970 sur BYG Records.
Au cours des années 1970, Frémy eu une relation amoureuse avec la compositrice Éliane Radigue. La pièce Geelriandre (1972) de Radigue est dédiée à Frémy et ce dernier y joue du piano préparé.
Parmi ses compositeurs de prédilection: Mozart, Schubert, Schumann, Debussy, Ravel, Cage. Son répertoire très étendu va de J.S. Bach à Morton Feldman.

## Pédagogie
Une part importante de sa carrière a été consacrée à la pédagogie puisqu’il a enseigné au Département de Musique de l'Université Paris-VIII-Vincennes (aux côtés de Daniel Charles, Éveline Andréani, Daniel Caux et Costin Miereanu) de la fin des années 1960 au milieu des années 1970. Il enseigne ensuite le piano et la musique de chambre au Conservatoire de Strasbourg de 1975 à 1985, puis au Conservatoire de musique, danse et art dramatique en France de Paris, entre autres. 
Il a eu notamment pour élèves Cédric Tiberghien, Cândido Lima, Dimitri Vassilakis, Jérôme Ducros, Nicolas Horvath, Nicolas Stavy, Klaus Steffes-Hollände, Sodi Braide, Stéphane Seban et Bernard Geyer.

## Œuvres
- Fantaisie pour violon et piano (1956)
- Duo
- Autobiophonie (1973)
- Eine kleine Freundschaftmusik (1974)
- Easyroad (1990)